# Халоген
Халогените (думата има гръцки произход и означава „солобразуващи“) са химични елементи от група 17 (бивша VIIА) на периодичната система, включваща следните елементи:
- флуор (F)
- хлор (Cl)
- бром (Br)
- йод (I)
- астат (At)
- тенесин (Ts)

Халогените са газове или твърди вещества с изключение на брома, който при нормални условия е течност. С увеличаване на атомния номер се увеличава относителната атомна маса, температурата на топене и кипене, а цветът от безцветен се изменя до черен. Това са най-активните неметали. Непосредствено се съединяват с повечето елементи като образуват съответно халогениди. Голямата им реактивна способност се дължи на склонността им към присъединяване на електрон към външния електронен слой, който е незапълнен. В съединенията са едновалентни. С водорода образуват халогеноводороди.
Всички халогени са добре разтворими във вода – разтворите им са силни киселини. В природата се срещат във вид на съединения.
Халогените и техните съединения имат голямо приложение в различните отрасли на промишлеността, в лабораторната практика и другаде.

## Приложения
- Флуорът (F) се употребява главно за флуориране на органични съединения (т.е. за заменяне на водорода в тях с флуор). Също така флуорът се ползва за направата на тефлон и други труднотопими смазочни материали. Използва се и в хладилната техника. Освен свободният флуор голямо практическо значение имат водородното му съединение – флуороводородът (HF) и много производни на последния. В райони, където питейната вода е с високо съдържание на флуор, зъбите на хората се оцветяват, а там, където е с прекалено ниско съдържание на флуор, рискът от често развитие на кариес сериозно нараства. Затова в детската възраст се дават профилактично таблетки флуор, а почти всички пасти за зъби съдържат флуор.

- Хлорът (Cl) се използва за избелване на тъкани и хартиена маса, за обеззаразяване на водата за пиене (приблизително 1,5 g/m3) и за приготвяне на редица продукти в химическата промишленост. Някои от тях са солна киселина, хлориди, инсектициди, окислители, дезинфектори, избелители.

- Бромът (Br) се използва в медицината като успокоително средство. AgBr (сребърен бромид) се използва във фотографията.

- Йодът (I) се използва много в медицината – при недостиг на йод се получава струма („гуша“) – увеличаване на щитовидната жлеза, особено в планински райони, където водата е бедна на йод. За профилактика на това заболяване се йодира готварската сол. Използва се и за дезинфекция – йодна тинктура и йодасепт.

- Астатът (At) се използва в ядрената медицина при лъчетерапия и радиоизотопна диагностика.

Сребърните халогениди (AgCl, AgBr, AgI, AgAt) – имат интересно свойство. Под въздействието на пряка слънчева светлина, те се разлагат и се получава сребро, т.е. те са фоточувствителни. В черно-бялата фотография се използва сребърният бромид (AgBr). С него са покрити фотографската лента и фотографската хартия. Под въздействието на светлината той се разлага и потъмнява от образуваното сребро. При заснемане на изображение на обект, светлите му части отразяват по-голямо количество светлина и съответно предизвикват образуване на тъмни петна върху фотографската лента. Проявителят ускорява този процес. Фиксажът е необходим за спирането му и отстраняването на сребърния бромид. На негатива светлите части на обекта изглеждат тъмни, а тъмните – светли. При проявяването на снимката се извършват същите процеси, но тъмните петна върху филма стават светли – такива, каквито са били върху заснетия обект.